# Phaonia xuei
Phaonia xuei är en tvåvingeart som beskrevs av Wang och Xu 1998. Phaonia xuei ingår i släktet Phaonia och familjen husflugor. Inga underarter finns listade i Catalogue of Life.